# مايك آدامز (كاتب)
مايك آدامز (بالإنجليزية: Mike Adams)‏ هو كاتب أمريكي، ولد في 30 أكتوبر 1964 في كولومبوس في الولايات المتحدة.